# Distrito de Pithoragarh
Pithoragarh (en hindi: पिथौरागढ़ जिला) es un distrito de la India en el estado de Uttarakhand. Código ISO: IN.UL.PI.
Comprende una superficie de 7110 km².
El centro administrativo es la ciudad de Pithoragarh.

## Demografía
Según censo 2011 contaba con una población total de 485,993 habitantes, de los cuales 245 566 eran mujeres y 240 427 varones.

## Lenguas
Kumaoni, con sus varios dialectos, es el idioma más hablado. El hindi es el idioma común entre los lugareños y los extranjeros, y algunas personas hablan inglés, especialmente los profesores, los profesores y los estudiantes de educación terciaria.
Varias lenguas sino-tibetanas de la rama del Himalaya occidental son habladas por pequeñas comunidades. Estos incluyen los tres idiomas estrechamente relacionados de Byangsi, Chaudangsi y Darmiya, así como Rangkas y Rawat. La tribu Van Rawat habla su propia variedad de Kumaoni.